# خانه حاتمی
خانه حاتمی یکی از آثار تاریخی شهرستان بروجرد است. این خانه در خیابان بحرالعلوم و کوی صوفیان و در محدوده بافت تاریخی شهر بروجرد قرار دارد. خانه حاتمی مربوط به صفویه است و قدیمی ترین خانه تاریخی ثبت شده در این شهر است.
در این خانه سال های زیادی خاندان انشا الله خان گودرزی زیسته اند.
این خانه اکنون تحت مرمت سازمان میراث فرهنگی میباشد.

## مشخصات اثر
اثر تاریخی خانه حاتمی، قدیمی ترین خانه تاریخی بروجرد است که از سایر خانه های تاریخی بروجرد از نظر دیرینگی و نوع معماری متمایز است. این بنا در دوره صفویه ساخته شده است و بخشی از مجموعه تاریخی طباطبائی‌ها در کوی صوفیان در بافت تاریخی بروجرد است. خانه خاتمی ۱۳۰۰ متر مربع مساحت دارد و دارای ستونهای چوبی و گچ بری های زیباست.
معماری بنای خانه تاریخی حاتمی از آثار دوره صفویان الهام گرفته و در دو طبقه ساخته شده است. طبقه بالا دارای یک ایوان بلند به ارتفاع ۶ متر است که دو ستون چوبی تزئین شده در آن به کار رفته است. در این طبقه علاوه بر ایوان، راه پله آجری، چند اتاق، تالار پس‌تالار نیز وجود دارد. 

## ثبت ملی
خانه تاریخی حاتمی بروجرد در سال ۱۴۰۲ با شماره ۳۹۱۱ در فهرست آثار ملی ایران به ثبت رسیده‌است. 